# Wielka Brytania na Zimowych Igrzyskach Paraolimpijskich 2010
Reprezentacja Wielkiej Brytanii na Zimowych Igrzyskach Paraolimpijskich 2010 liczyła 12 reprezentantów (7 w narciarstwie alpejskim i 5 w curlingu).

## Kadra

### Narciarstwo alpejskie

#### Mężczyźni
- Russell Docker - osoby na wózkach
- Timothy Farr - osoby na wózkach
- Sean Rose - osoby na wózkach
- Talan Skeels-Piggins - osoby na wózkach

#### Kobiety
- Kelly Gallagher - osoby niewidome
- Jane Sowerby - osoby na wózkach
- Anna Turney - osoby na wózkach

### Curling na wózkach
- Turniej drużyn mieszanych: 6. miejsce
  - Michael McCreadie
  - Angela Malone
  - Tom Killin
  - Aileen Neilson
  - James Sellar